# Boktai: The Sun Is in Your Hand
Boktai: The Sun is in Your Hand é um jogo eletrônico de ação e aventura lançado pela Konami para o portátil Game Boy Advance em 2003. O jogo, desenvolvido por Hideo Kojima, possui texturas em 2D no estilo anime, com visão aérea e batalhas em tempo real. O jogador assume o papel de Django, um caçador de vampiros que usa uma arma chamada "Gun del Sol" (Arma Solar) para deter seus inimigos. Seu destaque é o uso de um sensor de luz solar incluído no cartucho de Game Boy Advance que é utilizado para interagir com o jogo em determinadas situações.

## Enredo e Características
Com características de RPG marcante, como customização de armas e acessórios, itens e experiência, o jogo envolve o jogador em um mundo cheio de criaturas aterrorizantes, algumas míticas e outras existenciais. O Sensor Solar presente no cartucho tem uso no interior do jogo ao utilizar a leitura de luz do sol feita fisicamente para gerar energia para o personagem, que pode ser canalizada em magias usadas nas armas e outras finalidades.
O jogo possui 3 versões para Game Boy, e a sua mais nova versão no Nintendo DS (NDS) se chama Lunar Knights.